# Pinus brutia
Pinus brutia é uma espécie de pinheiro originária do Velho Mundo, mais precisamente da região do leste mediterrânico. A maior parte da sua distribuição é na Turquia, embora também se encontre nalgumas ilhas da Grécia, na Crimeia, na Geórgia, no Azerbaijão, no norte de Iraque, no leste da Síria, no Líbano e em Chipre. Ocorre normalmente a baixas altitudes, desde o nível médio do mar até aos 600 m. Na parte sul da sua área de distribuição poderá ocorrer até aos 1200 m.

## Morfologia

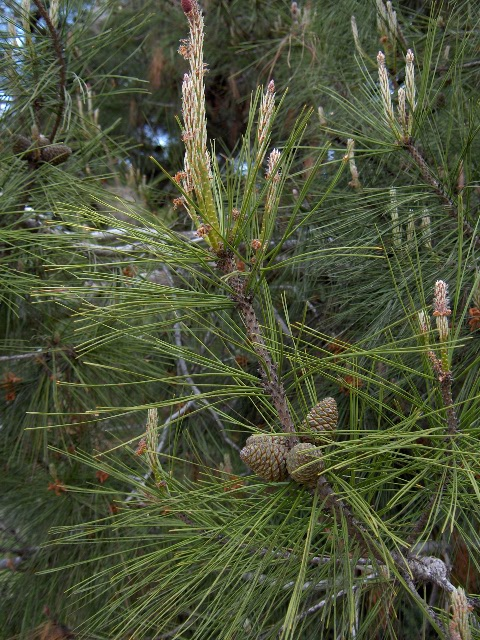

É uma árvore de tamanho mediano, alcançando os 20–30 m de altura. O diâmetro do tronco é cerca de 1 m, podendo atingir excecionalmente os 2 m. A casca tem uma coloração vermelho alaranjada, fissurada na base do tronco e de espessura fina mais no topo da árvore.
As agulhas são finas e agrupam-se em pares, tendo 10–16 cm de comprimento, sendo de cor verde claro a verde amarelado.
As pinhas são pesadas e consistentes, de 6–11 cm de comprimento e 4–5 cm de largura na base, quando fechadas. Dois anos após a sua formação, aquando do começo da abertura, as pinhas adquirem uma cor castanha avermelhada. Demoram cerca de 1-2 anos a libertar a totalidade das sementes. As sementes são aladas e têm 7–8 cm de comprimento. São dispersadas pelo vento.

## Sub-espécies e variedades
Esta espécie está intimamente relacionada com Pinus halepensis, com o Pinheiro-das-Canárias e com Pinus pinaster, com os quais partilha muitas das características. Alguns autores classificam esta espécie como uma sub-espécie de pinus halepensis, mas é normalmente considerada como espécie separada.
É uma espécie com variabilidade moderada. De seguida apresentam-se as sub-espécies e variedades:
- Pinus brutia subsp. brutia var. brutia (a forma típica na maior parte da área de distribuição)
  - Pinus brutia subsp. brutia var. pityusa (Geórgia e costa do Mar Negro)
  - Pinus brutia subsp. brutia var. stankewiczii (Criméia)
  - Pinus brutia subsp. brutia var. pendulifolia (sul da Turquia)
- Pinus brutia subsp. eldarica (Azerbaijão).

## Usos
A espécie é muitas vezes ocupada por uma espécie de afídio: Marchalina hellenica. Este inseto não provoca danos significativo nas árvores, mas é de significante importância por secregar uma substância açúcarada (melada), que é utilizada por abelhas para produzir mel com possíveis benefícios medicinais.
É muitas vezes plantada para a produção de madeira, especialmente na Turquia. É também utilizada como espécie ornamental, extensivamente plantada em parques e jardins em regiões quentes e secas, onde a sua tolerância ao calor e à seca é valorizada. A sub-espécies eldarica é a mais tolerante à seca.